# Salmos de Salomão
Os Salmos de Salomão são um grupo de dezoito salmos pseudepígrafos (erroneamente atribuídos a Salomão) e apócrifos do Antigo Testamento (ou seja, rejeitados pelas principais correntes cristãs: ortodoxos, católicos e protestantes). Escritos provavelmente em torno de 60 a.C., eram considerados perdidos, até que no século XVII foi encontrada uma cópia em grego, baseada num texto mais antigo em hebraico ou aramaico. Seu conteúdo é messiânico e crítico contra os sacerdotes e homens ricos, especialmente contra aqueles que entregaram o reino de Israel ao domínio do Império Romano.

## Salmos de Salomão

### Salmo 1
1. Clamei ao Senhor Deus na minha tribulação até o fim, no Deus que provê os pecadores
2. Imediatamente escutaste o clamor de guerra diante de mim , eu disse:  "ele me atenderá", "cumprirei a justiça"
3. Ponderei no meu coração: "cumprirei a justiça na minha prosperidade, e ao ter muitos filhos”;
4. A riqueza deles será distribuída por toda a terra, e a glória deles até os confins da terra;
5. Exultarão até dizerem das estrelas: "certamente não cairão"
6. Também tornaram-se insolentes devido a seus bens, mas não suportaram.
7. os seus pecados são secretos; e eu, ele não viu?
8. As suas iniquidades estão sobre eles mesmos; os povos grandemente profanaram o santuário do Senhor.

### Salmo 2 - Sobre Jerusalém
1. Quando desdenharam o pecador, com aríete deitou abaixo o muro fortificado, e não impediste.
2. Subiram em cima do teu altar, os povos estrangeiros pisaram com sandálias arrogantes.
3. Porque os filhos de Jerusalém (Jl 3.6) contaminaram o Santuário do Senhor, profanaram malignamente o dom de Deus.
4. Devido a estas coisas disse: "lançastes a vós mesmos longe de mim; não tenho prazer em vocês".
5. A beleza da glória dela foi desprezada; diante de Deus foi desonrada até o fim.
6. Os filhos e as filhas estão em maligno cativeiro, seus pescoços selados são notórios às nações.
7. Conforme seus pecados lhes fez, porque os abandonou nas mãos dos vencedores.
8. E desviou o seu rosto da misericórdia, do seu  jovem e do idoso, e dos seus filhos continuamente; porque fizeram mal continuamente para não escutar.
9. O céu irritou-se, e a terra se horrorizou deles, porque todo homem não fez tanto quanto se faria por ela.
10. E a terra saberá todos os teus justos juízos, Deus.
11. Os filhos de Jerusalém foram um escárnio diante das prostitutas; todo aquele que passasse por ela entrava perante o sol.
12. Desdenharam as suas iniquidades, conforme faziam diante do sol expunham publicamente ao ridículo suas injustiças.
13. E as filhas de Jerusalém profanaram, conforme o teu juízo diante das que se contaminaram a si mesmas  na confusão de relacionamentos.
14. Aflijo o meu ventre e minhas entranhas por eles.
15. Eu te reconheço, Deus, com retidão de coração; porque nos teus juízos está a tua justiça.
16. Porque retribuíste os pecadores segundo suas obras, e segundo os seus mui malignos pecados.
17. Desvelaste os seus 512 pecados a fim de que se manifeste o teu juízo; apagaste a sua memória da terra.
18. Tu és o Justo Juiz, e não bajulas ninguém.
19. E os povos insultaram Jerusalém; quando pisar, destruirá a sua beleza desde o trono de glória.
20. Pôs saco no lugar da roupa de gala, corda sobre suas cabeças no lugar de coroa.
21. Removeu a mitra de glória entre as guerras havia uma bufa bufante que disse que : a qual vestira nela; Deus lançou por terra na desgraça a sua beleza.
22. E eu vi, e implorei a face do Senhor, e disse: "Pesa abundantemente as tuas mãos sobre Jerusalém, no ajuntamento das nações".
23. Porque zombaram e não pouparam, em ira e furor com ressentimento; e foram exterminados, se não tu, Senhor, os repreenderias na tua ira.
24. Porque não foi no zelo que fizeram, mas na concupiscência da alma, para derramar a ira deles sobre nós com roubo.
25. Não demores, ó Deus, a retribuir-lhes pelos chefes, para falar arrogantemente ao inimigo em humilhação.
26. E eu não demorei até que Deus me mostrou o seu orgulho: feriram sobre os montes do Egito o insignificante desprezado, sobre a terra e o mar.
27. Seu corpo está espalhado sobre as ondas na orgulhosa cidade, e não era enterrado, porque o desprezou em humilhação.
28. Não considerou o que é o homem, e não considerou o futuro.
29. Ele disse; "Eu serei senhor da terra e do mar", e não reconheceu que Deus é grande, forte em seu grande poder.
30. Ele é rei sobre os céus e o que julga reis e príncipes.
31. O que me levanta em glória e deixa no túmulo os arrogantes para destruição eterna em humilhação, porque não o reconheceram.
32. E agora vede, grandes da terra, o juízo do Senhor; porque é grande rei e o que julga retamente ao que está abaixo do céu.
33. Louvai a Deus os que temem o Senhor em  sabedoria, porque a misericórdia do Senhor está sobre os que o temem com juízo.
34. Para distinguir entre o justo e o pecador (Ml 3.18), para retribuir aos pecadores conforme as suas obras para sempre.
35. Para ter misericórdia do justo livrando-o da humilhação do pecador, e para retribuir ao pecador pelo que fez ao justo.
36. Porque o Senhor é bom para com os que o invocam insistentemente, para fazer aos teus santos conforme a tua misericórdia, para firmar por tudo diante de ti em poder.
37. Bendito seja o Senhor para sempre diante de seus servos.

### Salmo 3 - Sobre os justos
1. Que adianta morrer, alma, e não bendizer o Senhor? Um novo hino entoai a Deus em louvor.
2. Canta, pois despertei ao teu despertar; porque o bom salmo a Deus provém de um bom coração.
3. Em tudo os justos lembram do Senhor, ao confessar e reconhecer os juízos de Deus.
4. O justo que está sob a disciplina do Senhor andará prudentemente; a sua boa vontade em tudo está diante do Senhor.
5. O justo tropeçou e reconheceu o Senhor; prostrou-se e  admira o que Deus lhe faz, contempla ao longe de onde vem a sua salvação.
6. A verdade dos justos está junto de Deus seu Salvador, não habita livremente na casa do justo pecado sobre pecado.
7. O justo vela por sua casa em tudo, para afastar a injustiça na sua transgressão.
8. Expia os erros com jejum, e humilha a sua alma; e o Senhor purifica a todo o homem santo e sua casa.
9. O pecador tropeçou e amaldiçoa sua vida, assim como o dia do seu nascimento e as dores de parto da mãe.
10. Adiciona pecados sobre pecados à sua vida; prostrou-se, porque o seu cadáver é mau, e não será ressuscitado.
11. A perdição do pecador é eterna, não será lembrado mesmo que observe os justos.
12. Esta é a parte que cabe aos pecadores para sempre. E os que temem ao Senhor serão ressuscitados para uma vida eterna, e a vida deles está na luz do Senhor, por isso não morrerá.

### Salmo 4 - Aos que procuram agradar ao homem
1. Para que tu, ó profano, permaneces no sinédrio dos justos? Mas o teu coração tem se afastado para longe do Senhor, com ofensas irritas o Deus de Israel.
2. Abundante em palavras, abundante em sinal sobre tudo é o duro em palavras, para condenar os pecadores em justiça.
3. E a sua mão é proeminente sobre ele, como em zelo; e ele é responsável pela diversidade de pecados e pela falta de domínio próprio.
4. Seus olhos estão sobre todas as mulheres indistintamente; a sua língua falsa está em pacto mediante voto.
5. À noite e em secreto peca, como que não visse com seus olhos; fala à toda mulher com abundante obras malignas; é rápido em receber toda a família com alegria,  como se fosse inocente.
6. Para que Deus afaste os que vivem em hipocrisia com os santos, e à sua vida que está na corrupção da sua carne e em miséria.
7. Deus desvelou as obras dos homens bajuladores, com mofa e escárnio desvelou as suas obras.
8. Que os santos reconheçam o juízo do seu Deus ao apartar os pecadores da face do justo e aos bajuladores que falam da lei com dolo.
9. E os seus olhos estão sobre a casa do homem estável, como serpente dispersando sabedoria uns aos outros com palavras ilícitas.
10. As suas palavras são enganos para o ato do desejo iníquo; não se afasta até conseguir dispersar como em privação.
11. E desolou a casa devido aos desejos ilícitos, ludibriou com palavras, porque não pertence às montanhas e lírios.
12. Nisso encheu-se de ofensa, e os seus olhos estão sobre casa alheia para arruinar com palavras provocadoras.
13. Não se farta a sua alma; é como o Hades que está em todos estes.
14. Seja, Senhor, a parte dele com a desgraça diante de ti; sua saída seja com gemidos, e a sua entrada com maldição.
15. Em dores, miséria e perplexidade esteja a vida dele, Senhor; seu sono seja  pesaroso, e o seu despertar desesperado.
16. Seja roubado o sono de suas têmporas à noite; caia em desgraça toda a obra de suas mãos.
17. Venha à sua casa com a mão vazia, e seja a sua casa carente entre todos; não fartará a sua alma.
18. Abandonada e sem filhos seja a sua velhice, quase à morte.
19. Sejam dilaceradas as carnes dos bajuladores por feras, e fiquem os ossos ilícitos diante do sol em vergonha.
20. Que os corvos firam os olhos dos fingidos, porque desolaram muitas casas de homens em desgraça, e dispersaram em concupiscência.
21. E não se lembraram de Deus, e não temeram a Deus em tudo isso; e expulsaram e irritaram Deus.
22. Para afastá-los da terra, porque interpretaram as suas almas inocentes enganosamente.
23. Bem-aventurados os que temem ao Senhor; na sua inocência o Senhor os livrará dos homens fraudulentos e dos pecadores, e nos livrará de todo o escândalo ilícito.
24. Para que Deus aparte os que fazem arrogantemente toda injustiça, porque o Senhor nosso Deus é Grande e Forte Juiz em justiça.
25. Seja, Senhor, a tua misericórdia sobre todos os que te amam.

### Salmo 5
1. Deus, louvarei o teu nome com regozijo, no meio dos que conhecem os teus justos juízos.
2. Porque tu és benigno e misericordioso, o refúgio do pobre; ao clamar a ti não te silencies para comigo.
3. E não tomará despojos do homem forte; e quem tomará de todas as coisas, das quais fizeste, se não deres?
4. Porque o homem e a sua parte estão contigo guardados; não retribuirás em demasia com teu juízo, ó Deus.
5. Ao sermos oprimidos te pediremos por socorro; mas não rejeites a nossa súplica, porque tu és o nosso Deus.
6. Não peses a tua mão sobre nós, para que não pequemos devido ao sofrimento.
7. E se não te afastares de nós, não nos afastaremos; mas a ti iremos.
8. Se estiver com fome, a ti clamarei, ó Deus, e tu me saciarás.
9. Tu alimentas os passarinhos e os peixes, quando dás chuva aos desertos para sair a relva.
10. Preparas alimento no deserto a todos os viventes, e se estiverem com fome a ti erguerão suas faces.
11. Os reis, os poderosos e os povos tu alimentas, ó Deus também do pobre e do necessitado; e quem é a esperança se não tu, Senhor?
12. E tu atendes, porque quem é bom e gentil se não tu,  que alegras a alma do humilde ao revelar a tua mão misericordiosa?
13. A benignidade do homem é pouca e passageira; e, se a repete sem murmuração, te espantas disto.
14. Entretanto o teu dom é abundante com benignidade e riqueza, o que é a esperança em ti; não faltará dom.
15. Sobre toda a terra está bondosamente a tua misericórdia, Senhor.
16. Bem-aventurado aquele que se lembra de Deus na simetria da auto-suficiência; se demasiadamente abundares, o homem peca.
17. Suficiente é a moderação da justiça, e nisto está a bênção do Senhor, para satisfação na justiça.
18. Que se regozijem os que temem ao Senhor nos benefícios, e a tua benignidade esteja sobre Israel no teu reino.
19. Bendita é a glória do Senhor, porque ele é o nosso Rei.

### Salmo 6 - Em Esperança
1. Bem-aventurado o homem cujo coração está pronto a invocar o nome do Senhor; ao lembrar o nome do Senhor, será salvo.
2. Os seus caminhos serão dirigidos pelo Senhor, assim como o trabalho de suas mãos é preservado pelo Senhor seu Deus.
3. A sua alma não será confundida por visões de sonhos maus; quando atravessar os rios, e rugirem os mares, não se espantará.
4. Levantou-se do seu sono e bendisse o nome do Senhor; na firmeza do seu coração louvou o nome do seu Deus.
5. E suplicará perante a face do Senhor por toda a sua casa, e o Senhor atentará à oração de todos os que temem a Deus.
6. E toda a petição da alma terá esperança; para ele o Senhor realizará. Bendito seja o Senhor, que faz misericórdia aos que o amam em verdade.

### Salmo 7 - Sobre conversão
1. Não habite longe de nós, ó Deus, para não vir sobre nós os que nos desprezam sem causa.
2. Porque os rechaçarei, ó Deus; não pisem os seus pés na tua Santa Herança!
3. Tu, pela tua vontade, nos corrigirá; mas não dês a gentios!
4. Mas se enviares morte, tu a ordenas acerca de nós.
5. Porque tu és misericordioso e não te indignarás para nos destruir.
6. Enquanto habitar o teu nome em nosso meio, alcançaremos misericórdia, e não prevalecerá sobre nós o gentio.
7. Porque tu és o nosso grande escudo; nós te invocaremos, e tu nos atenderás.
8. Porque tu terás compaixão do teu povo de Israel para sempre, e não o desprezarás.
9. Nós estamos debaixo do teu jugo eterno e do açoite da tua disciplina.
10. Tu nos diriges no tempo dos teus auxílios, a fim de ter misericórdia de Jacó por dias, naquilo que os prometestes.

### Salmo 8 - Para Combate
1. Perigo e voz de guerra ouviu o meu ouvido, voz de trombeta altissonante, de massacre e de destruição;
2. Voz de muito povo como de vento impetuoso, como tempestade, muito fogo trazido através do deserto.
3. Eu disse em meu coração: "Aonde então Deus o julgará?"
4. Escutei uma voz proveniente de Jerusalém, Cidade Santa.
5. O meu rim foi quebrado pela notícia; meus joelhos ficaram paralisados; meu coração temeu, meus ossos ficaram agitados como linho.
6. Eu disse: "seus caminhos serão dirigidos em justiça"
7. Considerei os juízos de Deus, a partir da criação do céu e da terra; reconheci Deus em seus juízos que são eternos.
8. Deus desvelou os seus pecados ante o sol; toda a terra conheceu os justos juízos de Deus.
9. Suas ofensas estão nos lugares ocultos da terra; com ira se misturaram o filho com a mãe, e o pai com a filha.
10. Seduziu cada um a mulher do seu próximo; firmaram um acordo mediante voto por estes.
11. Dilaceraram os santos como se não fossem a herança redimida.
12. Pisaram o altar do Senhor; com todas as impurezas e pela separação do sangue contaminaram o sacrifício como fosse carne profana.
13. Não isentaste o pecado que não foi feito devido às nações.
14. Por isto Deus lhes misturou um espírito errante a; deu-lhes a beber da taça do vinho sem mistura, para embriaguez.
15. Trouxe os dos confins da terra b, os que golpeiam mortalmente; julgaste a guerra sobre Jerusalém, e a sua terra.
16. Vieram ao encontro dele os governantes da terra, com júbilo lhe disseram: "abençoado seja o teu caminho, eia, vinde em paz".
17. Aplainaram os caminhos rochosos à tua visitação; abriram os portões sobre Jerusalém, coroaram seus muros.
18. Saiu como um pai à casa dos seus filhos com júbilo, firmou seus pés com grande segurança.
19. Capturou os seus palácios e os muros de Jerusalém, porque Deus o trouxe com segurança no seu erro.
20. Fez perecer o chefe deles, e a todo o sábio em intenção; derramou o sangue dos habitantes de Jerusalém como água imunda.
21. Conduziu os filhos e filhas seus, que geraram, em cativeiro
22. Fizeram conforme as suas imundícias, como seus pais contaminaram Jerusalém e ao que havia sido consagrado ao nome de Deus.
23. Justo é Deus em todos os seus  decretos, em todos os gentios da terra; e os santos de Deus são como ovelhas inocentes no meio deles.
24. Louvado é o Senhor, Juiz de toda a terra, em sua justiça.
25. Vê, certamente Deus nos mostrou o seu justo juízo; os nossos olhos viram o teu juízo, Deus.
26. Reconheci o teu nome  eternamente precioso, porque tu és o Deus da Justiça, Juiz disciplinador de Israel.
27. Deus tornará a sua misericórdia sobre nós, e terá compaixão de nós.
28. Ajunta o Israel disperso por misericórdia e benignidade, porque a tua fidelidade está conosco.
29. E nós endurecemos a nossa cerviz, e tu és o nosso disciplinador.
30. Não nos desampare, nosso Deus, para que não nos traguem os gentios como se não fôssemos redimidos.
31. E tu és o nosso Deus desde o início; em ti está a nossa esperança, ó Senhor.
32. E nós não nos afastaremos de ti, porque bondosos são os teus juízos sobre nós.
33. Para nós e nossos filhos seja a benevolência, Senhor; tu és nosso Salvador; nunca mais seremos confundidos.
34. Louvado seja o Senhor nos seus juízos, e na boca dos seus santos; e bendito seja Israel pelo Senhor para sempre.

a Is 19.14
b Dt 28.49

### Salmo 9 - Para repreensão
1. Quando Israel foi levado em cativeiro a uma terra estrangeira, ao se afastarem do Senhor seu redentor foram expulsos da herança que lhes dera o Senhor.
2. Israel está disperso entre os povos segundo a palavra de Deus, para justificares, ó Deus, pela tua justiça das minhas iniquidades.
3. E não escondas do teu conhecimento todas as obras iníquas, e as justiças de teus santos estão diante de ti, Senhor; e aonde se esconde o homem de teu conhecimento, ó Deus?
4. As nossas obras estão na eleição e capacidade de nossas almas, a fim de fazer justiça e injustiça pelas obras de nossas mãos; e pela tua justiça examinas os filhos dos homens.
5. O que pratica justiça entesoura a sua vida ao Senhor, e o que pratica injustiça ele próprio é responsável pela perdição da alma; e os justos juízos do Senhor são conforme o homem e a família.
6. Em quem mostrarás beneficência, ó Deus, a não ser aos que invocam o Senhor? Purificarás a alma pecadora que confessar sua redenção; é uma vergonha para nós e nossos rostos em toda a parte.
7. E a quem repelirás pecados, a não ser aos que pecaram? Abençoarás os justos e não te agradarás dos que pecaram, mas a tua bondade está sobre os que pecam com arrependimento.
8. E então tu és Deus, e nós o povo que tu amas; vede e tem compaixão, ó Deus de Israel, porque somos para ti; e não apartes a tua misericórdia  de nós, para não ficares contra nós.
9. Porque tu escolheste a semente de Abraão dentre todos os povos, e puseste o teu nome sobre nós, Senhor; não repudies para sempre.
10. Fizeste uma aliança com nossos pais acerca de nós, e teremos esperança em ti quando nossa alma se converter.
11. Do Senhor é a misericórdia sobre a Casa de Israel para sempre e sempre.

### Salmo 10 - De Salomão
1. Bem-aventurado o homem de quem o Senhor se lembra com convicção; será rodeado pelo caminho do mal com açoite, para ser purificado dos pecados e para que eles não se multipliquem.
2. O que tem a retaguarda preparada, por açoites será purificado; o bondoso Senhor é para os que preservaram a disciplina.
3. Estabelecerá os caminhos dos justos, e não se desviará no ensino; a misericórdia do Senhor está sobre os que o amam em verdade.
4. E o Senhor será lembrado pelos seus servos em misericórdia; e o testemunho na lei da Aliança Eterna é o testemunho do Senhor acerca dos caminhos dos homens na visitação.
5. Justo e Santo é o nosso Senhor em seus decretos para sempre, e Israel com regozijo louvará o nome do Senhor.
6. E os justos confessarão na assembleia do povo, e Deus no regozijo de Israel terá misericórdia dos pobres.
7. Porque bondoso e misericordioso é Deus para sempre, e as sinagogas de Israel glorificarão o nome do Senhor.
8. Do Senhor é a salvação sobre a casa de Israel, para eterno regozijo

### Salmo 11 - Para Espera
1. Tocai em Sião a trombeta de aviso dos santos; anuncia em Jerusalém a declaração dos que anunciam boas novas, porque Deus se compadeceu de Israel na sua visitação.
2. Esteja, ó Jerusalém, na altura, e veja: os teus filhos são congregados desde o Oriente e do Ocidente pelo Senhor de uma vez por todas.
3. Do norte vêm, no regozijo de seu Deus; das ilhas distantes Deus os congregou.
4. Humilhou a alta montanha pelo seu aplanamento; os montes desaparecerão ante a entrada deles.
5. Os bosques os cobrirão com sua sombra, ao passarem Deus lhes levantará toda a árvore frondosa,
6. Para que Israel passe adiante na visitação da glória de seu Deus.
7. Vestindo Jerusalém os ornamentos da tua glória, prepara o manto  da tua santidade, porque Deus falou bem acerca de Israel para sempre e sempre;
8. Fazendo o Senhor o que havia falado sobre Israel e Jerusalém, levantando o Senhor a Israel pelo nome da sua glória
9. Do Senhor é a misericórdia sobre Israel para sempre e sempre.

### Salmo 12 - Contra a língua dos transgressores
1. Senhor, salva a minha alma do homem fraudulento, do mal, da língua bajuladora, do murmurador e do que fala mentira e falsidade.
2. De uma forma ou de outra mudarás as palavras da língua do homem mal, assim como no povo o teu formoso fogo incendeia.
3. A sua estadia incendeia as casas que estão com língua enganosa, remove a árvore da alegria, põe fogo ao que não está conforme a lei, derriba as casas que estão em conflito de línguas murmurantes.
4. Deus remove a língua ilícita do inocente em perplexidade; dispersa dentre os que temem ao Senhor os ossos dos murmuradores; a língua murmuradora é afastada dos santos com fogo flamejante.
5. Guarda, Senhor, a alma mansa que odeia os injustos; e o Senhor dirige o homem que em casa é pacífico.
6. Do Senhor é a salvação sobre Israel, seu servo, para sempre, e sejam libertos os pecadores da face do Senhor ainda, e os santos do Senhor herdem a promessa do Senhor.

### Salmo 13 - Consolação dos Justos
1. A destra do Senhor cobriu-me; a destra do Senhor poupou-nos.
2. O braço do Senhor nos salvou da espada transpassante, da fome e da morte dos pecadores.
3. Uma besta maligna nos acometeu, com seus dentes arrancaram a carne deles; e com molares quebraram seus ossos;
4. mas de todas essas coisas nos livrou o Senhor.
5. Perturbou-se o piedoso com suas iniquidades, a fim de que não seja apanhado juntamente com os pecadores;
6. por causa da terrível destruição do pecador; mas nenhuma destas coisas tocará o justo.
7. Porque não é semelhante a disciplina dos justos na ignorância à destruição dos pecadores.
8. Secretamente o justo é disciplinado, a fim de que o pecador não se regozije no justo.
9. Porque ele instruirá o justo como um filho amado, e a sua disciplina como um primogênito.
10. Porque poupará os seus santos, e suas iniquidades removerá com disciplina.
11. Porque a vida dos justos é para sempre, porém os pecadores serão levados para a destruição, e não será encontrada mais a sua memória.
12. Mas a misericórdia do Senhor está sobre os santos, e sua misericórdia está sobre os que o temem.

### Salmo 14 - Hino de Salomão
1. Fiel é o Senhor as que o amam verdadeiramente, para os quais ele mantém sua disciplina.
2. aos que seguem em justiça dos seus estatutos, na lei a qual nos ordenou para nossa vida.
3. Os santos do Senhor viverão nele para sempre; o paraíso do Senhor, a arvore da vida são os seus santos.
4. A plantação deles será firmada para sempre, não serão arrancados todos os dias do céu.
5. porque a porção e a possessão de Deus é Israel.
6. mas não é assim com os pecadores e transgressores da lei, os que amam o dia da partilha de seus pecados.
7. Insignificância podre é o desejo deles; não serão lembrados por Deus.
8. Porque os caminhos dos homens são conhecidos na presença dele em tudo, assim como os segredos do coração antes de acontecerem.
9. Por isso a possessão deles é o Hades, e trevas e destruição; e não serão encontrados no dia da misericórdia dos justos.
10. mas os santos do Senhor herdarão vida em júbilo.

### Salmo 15 - Salmo com ode
1. Na minha tribulação invoquei o nome do Senhor; esperei pelo socorro do Deus de Jacó, e fui salvo, pois esperança e refúgio dos humildes és tu, ó Deus.
2. pois quem é forte, ó Deus, se não te louvar verdadeiramente? e o que pode o homem, se não louvar o teu nome?
3. um novo salmo com canção, com júbilo do coração, fruto dos lábios com instrumento musical dado pela língua, a primícia dos lábios proveniente de um coração santo e justo.
4. o que fizer estas coisas nunca será confundido pelo mal; fogo flamejante e ira dos injustos não o tocarão.
5. quando vier sobre os pecadores da parte da face do Senhor para destruir toda a confiança dos pecadores.
6. porque é o sinal de Deus sobre os justos para salvação.
7. fome, espada e morte estão longe dos justos; porque eles fugirão dos santos como os perseguidos da guerra.
8. Mas eles perseguirão os pecadores e, e os atacarão; e os que cometem iniquidade não escaparão ao julgamento do Senhor.
9. Como por experientes em guerra serão agarrados, pois a marca da destruição está sobre suas testas.
10. mas a herança dos pecadores é a destruição, e as trevas; e as suas injustiças os perseguirão até o Hades logo abaixo.
11. A herança deles não será encontrada pelos seus filhos, mas os pecados farão uma desolação da casa dos pecadores.
12. e os pecadores perecerão no dia do julgamento do Senhor para sempre, quando Deus visitar a terra como seu juízo.
13. mas os que temem o Senhor alcançarão misericórdia neste dia, e viverão na piedade de seu Deus; mas os pecadores perecerão por um tempo eterno.

### Salmo 16 - Hino para Proteção dos Santos
1. Quando a minha alma adormeceu por um pouco me precipitei abaixo do Senhor, devido aos que adormecem longe de Deus.
2. por um pouco minha alma foi derramada para a morte, próximo às portas do Hades, com os pecadores,
3. quando minha alma foi retirada do Senhor Deus de Israel, se o Senhor não tivesse me socorrido com a sua eterna misericórdia.
4. Picou-me como o aguilhão fere o cavalo para a sua vivacidade, meu salvador e protetor em todo o tempo salvou-me.
5. Louvar-te-ei, o Deus, porque vieste ao meu socorro para salvação, e não me contou com os pecadores para destruição.
6. Não retires a tua misericórdia de mim, o Deus, nem a tua memória de meu coração até a morte.
7. Guarda-me, o Senhor, do pecado danoso e de toda a mulher maligna que faz o insensato tropeçar.
8. e que a beleza da mulher ímpia não me engane, nem nada do pecado imprestável.
9. Guia as obras de minhas mãos no teu caminho, e proteja os meus passos na tua memória.
10. Minha língua e meus lábios reveste com palavras verdadeiras; ira e desejo impensado coloca longe de mim.
11. Queixume e desencorajamento na tribulação afasta de mim; quando disciplinas, é para conversão.
12. Mas com bom favor e alegria sustentas a minha alma; quando fortaleces a minha alma, satisfaz-me com o que dás.
13. Porque se não fortaleceres, quem suportará a disciplina na miséria?
14. quando condenas a alma a mãos corruptíveis, é a tua provação na sua carne e na tribulação miserável
15. ao suportar o justo estas coisas, alcançará misericórdia do Senhor.

### Salmo 17 - Salmo com ode ao Rei
1. Senhor, tu mesmo és o nosso Deus para sempre, pois em ti, o Deus, nossa alma se regozija.
2. Mas qual é o tempo da vida humana sobre a terra? Tal qual o seu tempo, é a sua esperança nele.
3. Mas nós confiamos no nosso Deus Salvador, pois a força de nosso Deus é eterna com misericórdia, e o reino de nosso Deus é para sempre sobre as nações em julgamento.
4. Senhor, tu escolheste Davi rei sobre Israel, e prometeste-lhe acerca de sua descendência para sempre, de que seu reino nunca iria te desapontar.
5. Mas devido aos nossos pecados, pecadores levantaram-se sobre nós, nos atacaram e nos expulsaram. Àqueles aos quais não deste promessa com violência nos roubaram, e não glorificaram o teu precioso nome.
6. Com glória puseram um rei por causa de seus proeminentes; desolaram o trono de Davi como preço da arrogância.
7. Porém tu, ó Deus, abate-os e remova a sua semente da terra quando o homem estranho a tua aliança se rebelar contra eles.
8. Pagar-lhes-ás conforme os seus pecados, ó Deus; sobrevenha-lhes de acordo com suas obras.
9. Deus não lhes mostrou misericórdia; procurou os seus descendentes e não os libertou de nada.
10. O Senhor é fiel em todos os seus juízos que executa sobre a terra.
11. O ímpio despojou-nos de habitantes; destruíram o jovem, o ancião e a criança ao mesmo tempo.
12. Na sua bela ira ele os expulsou para o oeste, e expôs os governadores da terra ao opróbrio, e não teve misericórdia.
13. O inimigo arrogantemente e com indiferença agiu, e seu coração era indiferente com relação ao nosso Deus.
14. Assim ele fez em Jerusalém todas as coisas que os gentios fizeram nas cidades de seus domínios.
15. E os assenhorearam os filhos da aliança no meio dos povos promíscuos. Não havia entre eles um que fizesse misericórdia e verdade em Jerusalém.
16. Aqueles que amam as sinagogas das santos fugirão deles como os pássaros fogem de seus ninhos.
17. Eles vagueiam nos desertos para salvar suas almas do mal. A alma salva deles era preciosa aos olhos do exílio.
18. Por toda a terra foi a dispersão deles causada pelos ímpios, por que o céu reteve a chuva de cair sobre a terra.
19. Fontes foram interrompidas, desde os permanentes dos abismos até aqueles nas altas montanhas, pois não havia um dentre eles que praticasse a justiça e o juízo.
20. Desde o governante deles até o menor do povo estavam em toda espécie de pecado; o rei em transgressão da lei, o juiz em desobediência, e o povo em pecado.
21. Veja, Senhor, e levanta-lhes o rei deles, filho de Davi, para reinar sobre Israel, seu servo, no tempo que escolheste, Deus.
22. Guarneceste-o com o poder para destruir os governantes injustos, para purificar Jerusalém dos gentios que a pisaram para destruir.
23. para expulsar com sabedoria e justiça os pecadores da herança; para abater a arrogância dos pecadores como a jarra do oleiro.
24. para quebrar com vara de ferro toda a substancia deles; para destruir as nações ímpias com a palavra de sua boca.
25. para fazer as nações fugirem da sua face ameaçadora, e expor os pecadores pela palavra de seus corações:
26. E ele ajuntará um povo santo, a quem dirigirá em justiça. E ele julgará as tribos do povo santificado pelo Senhor Deus deles.
27. Ele não permitirá que permaneça injustiça no meio deles, e todo o homem que conhece a perversidade não viverá com eles. Por que ele os conhecerá todos como filhos do Deus deles.
28. E ele os distribuirá nas suas tribos sobre a terra; o peregrino e o estrangeiro não habitará muito tempo com eles.
29. Ele julgará povos e nações na sabedoria de sua justiça (pausa).
30. E ele terá nações gentílicas servindo-o debaixo de seu jugo, e ele glorificará o Senhor num lugar visível a partir de toda a terra. E ele purificará Jerusalém com consagração, como no início.
31. Virão as nações dos confins da terra para ver sua glória, trazendo como dádivas seus filhos que tornaram-se totalmente debilitados, e para ver a glória do Senhor com a qual o Senhor a glorificou.
32. E ele será um rei justo sobre eles, instruído por Deus. Não haverá injustiça no meio deles nos seus dias, pois todos serão santos, e seu rei será ungido do Senhor.
33. Porém ele não confiará no cavalo, nem no cavaleiro e nem no arco, nem multiplicará seu ouro e sua prata para a guerra, nem a muitas nações estreitará as esperanças para dia de guerra.
34. O próprio Senhor é o seu rei, a esperança do forte. Mediante a esperança em Deus mostrará misericórdia a todas as nações que estiverem diante dele em temor.
35. Pois ele golpeará a terra com a palavra de sua boca para sempre, ele abençoará o povo do Senhor com sabedoria e júbilo.
36. E ele próprio será purificado de pecados, a fim de governar um grande povo, para lançar ao opróbrio os governantes e remover os pecadores pelo poder da palavra.
37. E ele não enfraquecerá naqueles dias, graças a seu Deus, pois Deus o fará poderoso pelo Espírito Santo e sábio pelo conselho do entendimento, com poder e justiça.
38. E a bênção do Senhor será com ele em poder, e não será enfraquecido;
39. Sua esperança está no Senhor; quem, então, é forte o suficiente para ser contra ele?
40. Poderoso em ações e forte no temor do Senhor, pastoreando o rebanho do Senhor fielmente e em justiça, e não deixará nenhum deles cair doente em seus pastos.
41. Guiará a todos com equidade e não haverá entre eles arrogância que escravize entre eles.
42. Esta é a beleza do Rei de Israel que Deus conheceu, para elevá-lo sobre a casa de Israel e assim discipliná-la.
43. Suas palavras serão refinadas mais que o mais puro ouro. Nas sinagogas ele julgará as tribos do povo santificado. Suas palavras serão como palavras dos santos, no meio dos povos santificados.
44. Bem-aventurados são os que nascerem naqueles dias, para ver as beneficências a Israel, as quais fará Deus entre o ajuntamento das tribos.
45. Que Deus apresse a sua misericórdia sobre Israel; que ele nos livre das impurezas dos ímpios inimigos.
46. O próprio Senhor é o nosso Deus para sempre e eternamente.

### Salmo 18 - Ainda sobre o Ungido do Senhor
1. Senhor, a tua misericórdia sobre a obra das tuas mãos é eterna; a tua benignidade está sobre Israel mediante ricos dons.
2. Os teus olhos velam por elas, e nada lhes faltará; os teus ouvidos escutam a oração do pobre esperançoso.
3. Os teus decretos estão sobre toda a terra mediante a misericórdia, e o teu amor sobre a semente de Abraão, os filhos de Israel.
4. A tua instrução está sobre nós como sobre um filho primogênito e unigênito, para redimir a dócil alma dos pecados cometidos na ignorância;
5. Para que o Deus de Israel purifique para o dia da misericórdia na bênção, para o dia da eleição no reino de seu ungido.
6. Bem-aventurado os que nascerem naqueles dias, para ver os benefícios do Senhor, os quais ele fará às gerações vindouras.
7. Sob o cajado do ensino do ungido do Senhor, no temor de seu Deus, na sabedoria do Espírito, e da justiça e do poder.
8. Para dirigir o homem nas obras de justiça, em temor a Deus, para conduzir todos à presença do Senhor.
9. Geração justa, temente a Deus, nos dias da misericórdia. (Pausa).
10. Grande é o nosso Deus, e glorioso o que habita nas alturas, o que ordena o caminho das estrelas no tempo oportuno dia após dia; e não desviou do caminho o qual as ordenou.
11. No temor de Deus estão os seus caminhos a cada dia, desde o dia em que Deus os criou até a eternidade.
12. E não foram desviados, desde o dia em que os criou; seus caminhos não seriam desviados das gerações antigas, se Deus não os tivesse ordenado na autoridade de seus servos.